# Nancy Brilli
Nancy Brilli (Roma, 10 de abril de 1964) es una actriz italiana, ganadora del Nastro d'argento y del David de Donatello. 

## Biografía
Nacido en Roma, Brilli se introdujo en el cine por Pasquale Squitieri, haciendo su debut en un papel de peso en La amante de Mussolini (1984). En 1990 ganó un David di Donatello  a la mejor actriz de reparto y un Nastro d'Argento en la misma categoría para el papel de Sophie en Pequeños equívocos.

### Vida personal
Nancy Brilli estuvo casada durante dos años con el actor Massimo Ghini y más tarde, de nuevo por dos años, con el director Luca Manfredi, hijo del actor y director Nino Manfredi. Anteriormente tenía una relación con el compositor Ivano Fossati. Además, se declaró de ascendencia ucraniana.
Es sobrina del destacado ciclista y piloto de carreras Gastone Brilli-Peri.

## Filmografía seleccionada
- 1984: La amante de Mussolini
- 1986: Demonios 2
- 1987: Criatura diabólica
- 1988: Compagni di scuola
- 1989: Pequeños equívocos
- 1990: Italia-Alemania 4-3
- 1992: Tutti gli uomini di Sara
- 1998: Grazie di tutto
- 2002: Febbre da Cavallo - La Mandrakata
- 2009: Ex, todos tenemos uno
- 2010: Hombres contra mujeres
- 2011: Mujeres contra hombres
- 2011: Miami Beach